# Officine Meccaniche
Mountain Studios (antigamente chamado de Studi di registrazione sonora Regson entre 1962 a 1998) é um estúdio de gravação localizado em Milão, Itália, Europa. Pertencia a Carlo e Umberto Zanibelli e Lidia Gualtieri entre 1962 a 1998. Desde então, pertence a Mauro Pagani — violinista de longo-tempo de Premiata Forneria Marconi.

## Álbuns gravados no estúdio
- Giorgio Gaber
  - Il signor G (1970)
  - I borghesi (1971)

- Franco Battiato
  - Fetus (1972)
  - Pollution (1972)
  - Sulle corde di Aries (1973)

- Juri Camisasca
  - La finestra dentro (1974)

- Enzo Jannacci
  - Quelli che... (1975)
  - O vivere o ridere (1976)

- Gilda
  - Bolle di sapone (1976)

- Adriano Celentano
  - Yuppi du (1975)
  - Svalutation (1976)
  - Tecadisk (1977)
  - Ti avrò (1978)

- New Trolls
  - Aldebaran (1978)

- Fabrizio Marzi
  - Zoo (1978)

- Léo Ferré
  - Je te donne (1976)
  - La musica mi prende come l'amore (1977)
  - La Frime (1977)
  - Il est six heures ici et midi à New York (1979)
  - La Violence et l'Ennui (1980)
  - L'Imaginaire (1982)
  - L'Opéra du pauvre (1983)
  - Les Loubards (1985)
  - On n'est pas sérieux quand on a dix-sept ans (1987)
  - Les Vieux Copains (1990)
  - Une saison en enfer (1991)

- Iva Zanicchi
  - Care colleghe (1987)
  - Nefertari (1988)

- Elio e le Storie Tese
  - Esco dal mio corpo e ho molta paura: Gli inediti 1979-1986 (1993)
  - Peerla (1998)
  - Cicciput (2003)

- De Sfroos
  - Manicomi (1995)

- Pierangelo Bertoli
  - Angoli di vita (1997)

- Massimo Ranieri
  - Oggi o dimane (2001)
  - Nun è acqua

- Francesco Baccini
  - Forza Francesco! (2001)

- PFM
  - Dracula Opera Rock (2005)

- Casino Royale
  - it:Reale (2001)

- Le Vibrazioni
  - Officine meccaniche (2006)
  - Le Strade del tempo (2010)

- Afterhours
  - Ballads for Little Hyenas (2006)

- Muse
  - Black Holes and Revelations (2006)

- Daniele Silvestri
  - Unò dué
  - Il latitante (2007)

- Verdena
  - Solo un grande sasso (2001)
  - Requiem (2007)

- Morgan
  - Da A ad A (teoria delle catastrofi) (2007)

- Marta sui tubi
  - Sushi & Coca (2008)

- Beaucoup Fish
  - Lascio tutto (2009)

- Moltheni
  - Ingrediente novus (2009)

- Elisa
  - Heart (2009)

- Irene Fornaciari
  - Vintage Boy (2009)

- Domani 21/04.09

- Il Teatro degli Orrori
  - A sangue freddo (2009)

- Corni Petar
  - Ruggine (2010)

- Tricarico (cantante)
  - L'imbarazzo (2011)

- Giusy Ferreri
  - Il mio universo

- Vinicio Capossela
  - Marinai, profeti e balene (2011)

- Lady Gaga
  - Born This Way (2011)